# Epitranus
Epitranus ist die einzige Gattung der Unterfamilie Epitraninae innerhalb der Erzwespenfamilie Chalcididae. Die Gattung wurde 1834 von dem englischen Entomologen Francis Walker erstbeschrieben.

## Taxonomie
Das Taxon der Unterfamilie Epitraninae geht auf die Tribus Chalcitellini zurück, die 1904 von dem US-amerikanischen Entomologen William Harris Ashmead eingeführt wurde. Typusgattung war Chalcitella Westwood. Die Tribus wurde 1936 von Barnard DeWitt Burks in Epitranini umbenannt, da Chalcitella als ein Junior-Synonym von Epitranus Walker betrachtet wurde. Habu (1960) erhob die Tribus zur Unterfamilie Epitraninae. Cruard et al. (2020) bestätigten die taxonomische Stellung der Unterfamilie anhand morphologischer und molekularbiologischer Studien.

## Merkmale
Die Vertreter der Epitraninae lassen sich durch die Kombination folgender Merkmale von anderen Gruppen abgrenzen: Der Kopf ist ohne Hörner. Die Fühler sind an der untersten Stelle des Kopfes eingelenkt. Der frontale Lobus hat einen freien Rand, der entweder gerundet oder gezähnt ist. Die Frons ist mehr oder weniger eben. Die Genae weisen einen kräftigen Kamm (Carina) auf. Das Mesoscutellum ist einfach, stark konvex und am Hinterrand gerundet. Das Propodeum ist horizontal, dessen Skulpturen klar und gut ausgeprägt. Eine Areola ist meist medial vorhanden. Die Tegulae sind abgeflacht. Die Marginalader der Vorderflügel ist extrem lang relativ zur kurzen Stigmalader und der reduzierten oder fehlenden Postmarginalader. Die Metafemora weisen einen Kamm aus aneinandergrenzenden kleinen Zähnen oder voneinander getrennten Zähnen auf, gefolgt von einem großen mehr oder weniger dreiecksförmigen basalen Zahn. Die Metatibien enden in einem gebogenen tibialen Dorn. Das Metasoma besitzt einen langen, schmalen, gestreiften Petiolus, der um ein Vielfaches so lang wie breit ist oder in einigen Fällen länger als die halbe Länge des Gasters sein kann. Der Gaster ist ziemlich klein, seitlich zusammengedrückt und ventral gewölbt. Das erste Gastertergit nimmt fast den gesamten Teil des Metasoma ein und verdeckt größtenteils die restlichen Tergite. Ein Geschlechtsdimorphismus ist nur gering ausgeprägt. Die Fühler der Weibchen sind gewöhnlich kürzer, mehr oder weniger keulenförmig mit kürzeren apikalen Geißelgliedern, während die Fühler der Männchen länger und fadenförmig sind mit längeren Geißelgliedern.

## Verbreitung
Die Gattung Epitranus ist in den Tropen der Alten Welt heimisch. In der Nearktis kommt eine einzige Art der Gattung vor, Epitranus clavatus, die dorthin eingeschleppt wurde. 2021 wurde mit Epitranus hamoni auf der griechischen Insel Salamis die Gattung erstmals in Europa nachgewiesen.

## Lebensweise
Über die Biologie der Epitraninae ist wenig bekannt. Die Erzwespen sind Parasitoide. Bei mehreren Arten wurden als Wirte Schmetterlinge aus den Familien Crambidae, Pyralidae und Tineidae ermittelt. Weiterhin gibt es Berichte, dass Epitranus chilkaensis in einem Nest der Ameisenart Camponotus compressus gezüchtet wurde sowie Epitranus emissicius aus einem Nest der Termitengattung Mastotermes.

## Innere Systematik
Die Gattung Epitranus umfasst folgende 68 Arten.
- Epitranus albipennis Walker, 1874
- Epitranus aligarhensis (Shafee & Dutt, 1986)
- Epitranus anervosus Steffan, 1957
- Epitranus ater Boucek, 1982
- Epitranus atripennis Boucek, 1982
- Epitranus bifasciatus Boucek, 1982
- Epitranus castaneus Cresson, 1865
- Epitranus chilkaensis (Mani, 1936)
- Epitranus clavatus (Fabricius, 1804)
- Epitranus clypealis Masi, 1943
- Epitranus crassicornis Boucek, 1982
- Epitranus cyclogaster (Schmitz, 1946)
- Epitranus denticulatus (Schmitz, 1946)
- Epitranus dorsiplanus Boucek, 1982
- Epitranus elongatulus (Motschulsky, 1863)
- Epitranus emissicius Steffan, 1957
- Epitranus erythrogaster Cameron, 1888
- Epitranus evanioides (Westwood, 1835)
- Epitranus exultans Steffan, 1957
- Epitranus ferrugineus (Cameron, 1912)
- Epitranus filicornis Steffan, 1957
- Epitranus formicarius Walker, 1862
- Epitranus frequens Masi, 1940
- Epitranus frontus Narendran, 1989
- Epitranus gauldi Boucek, 1982
- Epitranus globosus Narendran, 1989
- Epitranus hamoni (Risbec, 1957)
- Epitranus hassani Boucek, 1982
- Epitranus husaini Ahmad, Khursheed & Azim, 2012
- Epitranus impulsator Walker, 1862
- Epitranus incensitus Steffan, 1957
- Epitranus indicus Husain & Agarwal, 1982
- Epitranus inops Steffan, 1957
- Epitranus intermediator Narendran & Sudheer, 2004
- Epitranus intermedius (Schmitz, 1946)
- Epitranus io (Girault, 1915)
- Epitranus kivuensis (Schmitz, 1946)
- Epitranus longepetiolatus (Schmitz, 1946)
- Epitranus malaicus Boucek, 1982
- Epitranus narendrani Achterberg, 2016
- Epitranus neonigriceps Narendran & Achterberg, 2016
- Epitranus nigriceps Boucek, 1982
- Epitranus nigriscutum (Girault, 1914)
- Epitranus nigrithorax (Girault, 1915)
- Epitranus nitens Boucek, 1982
- Epitranus nitidus (Schmitz, 1946)
- Epitranus observator Walker, 1862
- Epitranus obsoletus  Boucek, 1982
- Epitranus opificus Steffan, 1957
- Epitranus oxytelus Boucek, 1982
- Epitranus parvidens (Strand, 1911)
- Epitranus pilosipennis Boucek, 1982
- Epitranus punctatus Narendran, 1989
- Epitranus ramnathi (Mani & Dubey, 1973)
- Epitranus rubricolor (Schmitz, 1946)
- Epitranus ruficornis (Schmitz, 1946)
- Epitranus rufus (Schmitz, 1946)
- Epitranus ruptator Walker, 1862
- Epitranus rwindianus (Schmitz, 1946)
- Epitranus salinae Narendran, 1989
- Epitranus sedlaceki Boucek, 1982
- Epitranus stantoni (Ashmead, 1904)
- Epitranus subplanus Boucek, 1982
- Epitranus sudanensis (Ruschka, 1924)
- Epitranus teleute (Walker, 1838)
- Epitranus torymoides (Risbec, 1953)
- Epitranus umbripennis Boucek, 1982
- Epitranus vicinus Boucek, 1982